# Arte del latte

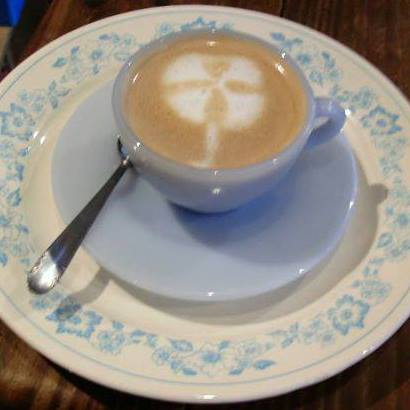
Trébol, uno de los tantos diseños que apelan a la creatividad, a la práctica y al buen pulso del barista.

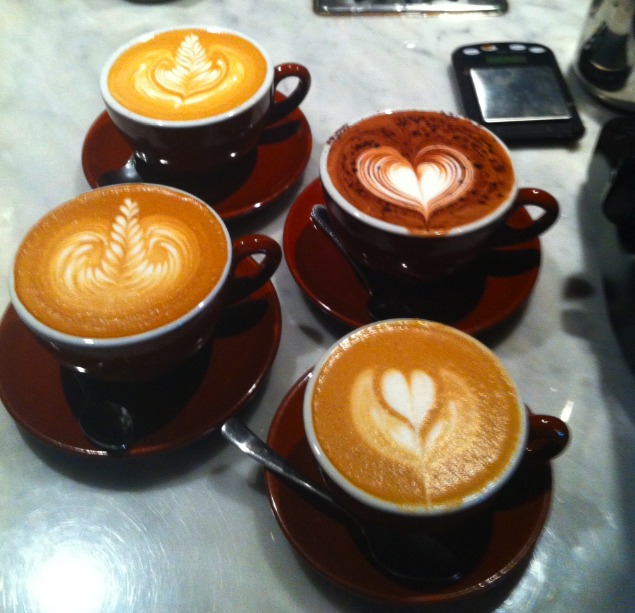
Ejemplos de arte del latte.

El arte del latte o arte del café con leche se refiere a los diseños creados en la superficie de expresos por un barista. Hay dos formas de crear estos diseños, y generalmente se utiliza uno de los métodos, e incluso a veces, una combinación de ambos.
El primer método consiste en ir manipulando el flujo de leche desde una jarra (conocido como latte art «vertido libre»). El segundo consiste en dibujar diseños con un instrumento (conocido como etching), con plantillas, polvos y espuma de la leche. El arte del latte se suele ver en un latte, aunque también puede formar parte de la presentación de un capuchino, un café mocha o incluso un espresso macchiato. Conforme ha ido aumentando la popularidad de las bebidas tipo espresso, la calidad del adorno realizado con arte del latte también lo ha hecho.
Con el aumento del renombre del arte del latte y la presentación artística en la taza, han emergido competiciones por todo el mundo para permitir a los baristas demostrar sus habilidades.
El arte del latte es considerado por muchos consumidores de café el toque final, poniendo la guinda a un espresso exquisitamente preparado. Debido a su presentación visual ante el consumidor y el aumento de la importancia que el arte del latte tiene en las cafeterías de todo el mundo, conviene que el gusto nunca se convierta en algo secundario ante el arte.

## Química
El arte del latte es una mezcla de dos coloides: la crema que es una emulsión de aceite de café y la micro-espuma, que es una espuma de aire en la leche. Ninguno de estos coloides son estables por lo que el arte del latte solamente dura un breve momento.

## Preparación de la leche

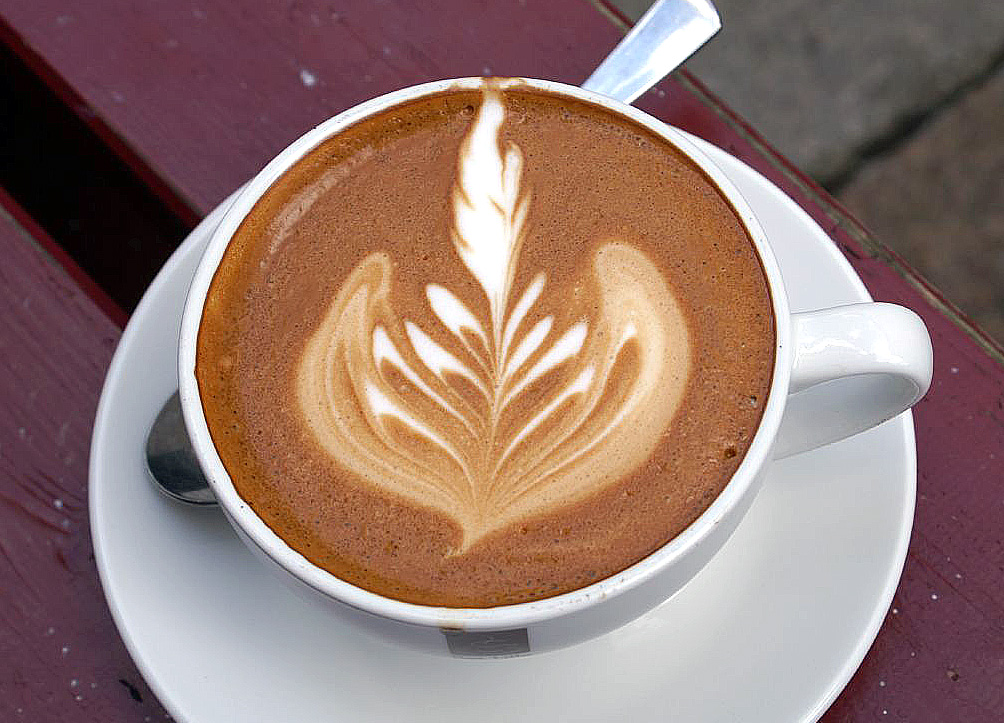
Un ejemplo de arte del latte.

Para la obtención de una espuma adecuada para este arte, es necesaria una cierta técnica a la hora de calentar esta con el vaporizador de una máquina de espresso. Es importante tener en cuenta que lo que se persigue es crema densa y persistente sin microburbujas. Los pasos a seguir son los siguientes:
1. Vaciar la cantidad suficiente de leche fresca en la jarra, de preferencia entera.
2. Introducir mínimamente la lanceta del vaporizador en la superficie de la leche.
3. Abrir el vaporizador.
4. Es de suma importancia que la lanceta se coloque de lado, de manera que la leche gire rápidamente para evitar espuma seca y no maleable.
5. A medida que la leche comienza a girar, mantener la posición de la lanceta inicialmente.
6. Al llegar a los 37 °C, introducir el vaporizador en la leche a más profundidad.
7. Seguir hasta los 65 °C.
8. Apagar el vaporizador y extraerlo de la jarra.
9. Golpear la jarra contra la mesa y moverla en círculos para eliminar las burbujas grandes que se puedan haber formado.